# Ужовка (Житомирская область)
Ужовка (укр. Ужівка) — село на Украине, находится в Пулинском районе Житомирской области.
Код КОАТУУ — 1825482207. Население по переписи 2001 года составляет 48 человек. Почтовый индекс — 12015. Телефонный код — 4131. Занимает площадь 0 км².

## История
В 1946 году указом ПВС УССР село Неймановка переименовано в Ужовку.

## Адрес местного совета
12015, Житомирская область, Пулинский р-н, с. Кошелевка, ул. Ленина, 19